# اختر آبی کرنی
اختر آبی کرنی (نام علمی: Amsonia kearneyana) نام یک گونه از سرده اختر آبی است.